# Braderie von Lille

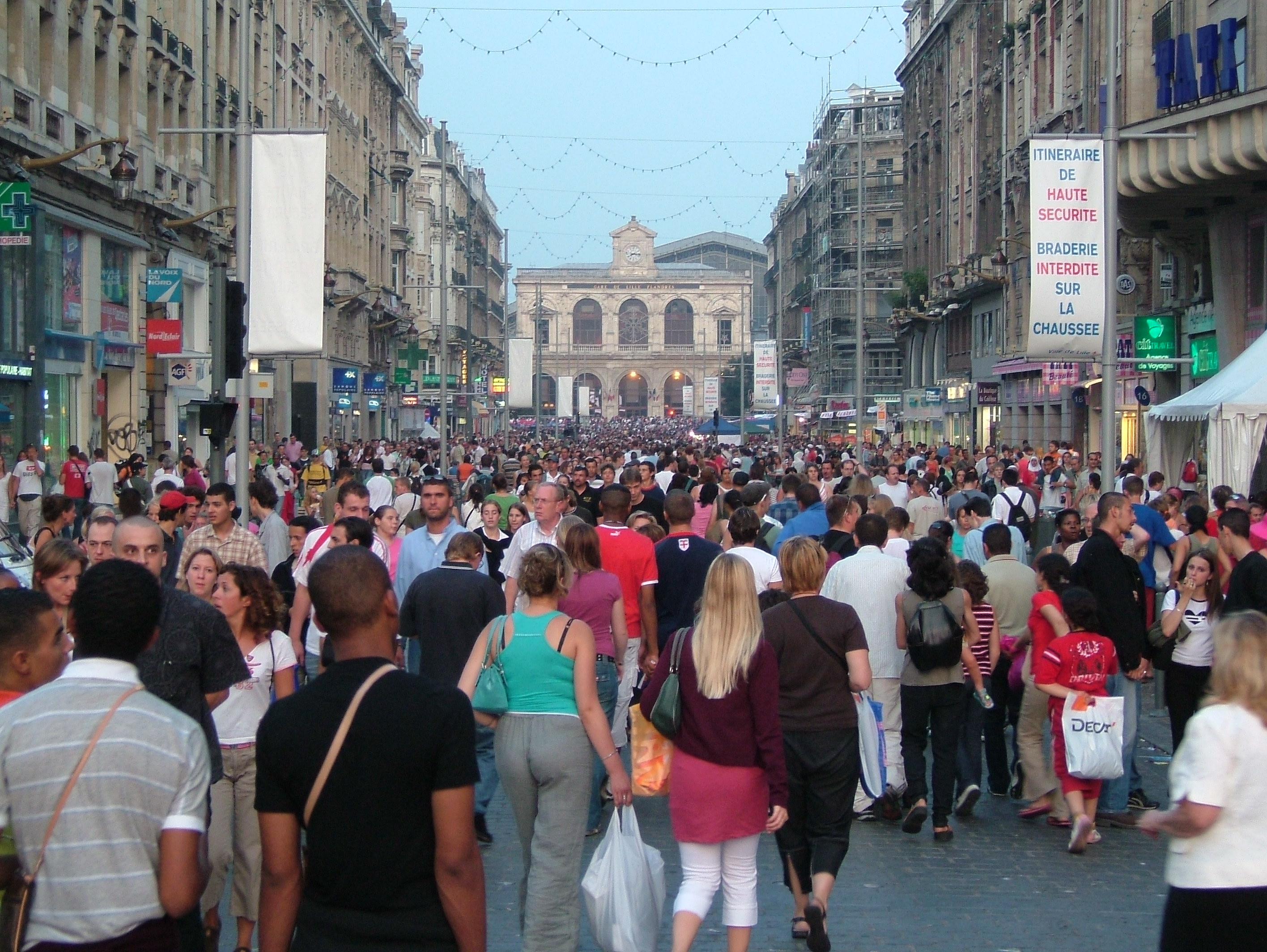
Die Rue Faidherbe während der Braderie von Lille 2005

Die Braderie von Lille (franz. Braderie de Lille) ist eines der größten Volksfeste Frankreichs. Sie findet seit dem 12. Jahrhundert jedes erste Wochenende im September in Lille statt. Sie ist der größte Trödelmarkt in Europa.

## Etymologie
Der Name „Braderie“ kommt wahrscheinlich von dem flämischen Wort „braaden“, das „braten“ bedeutet. Tatsächlich gab es viele Verkäufer, die Fleisch und Hering brieten. Eine andere Hypothese ist, dass „Braderie“ vom spanischen Wort „barato“ kommt, das „billig“ bedeutet.

## Die heutige Braderie

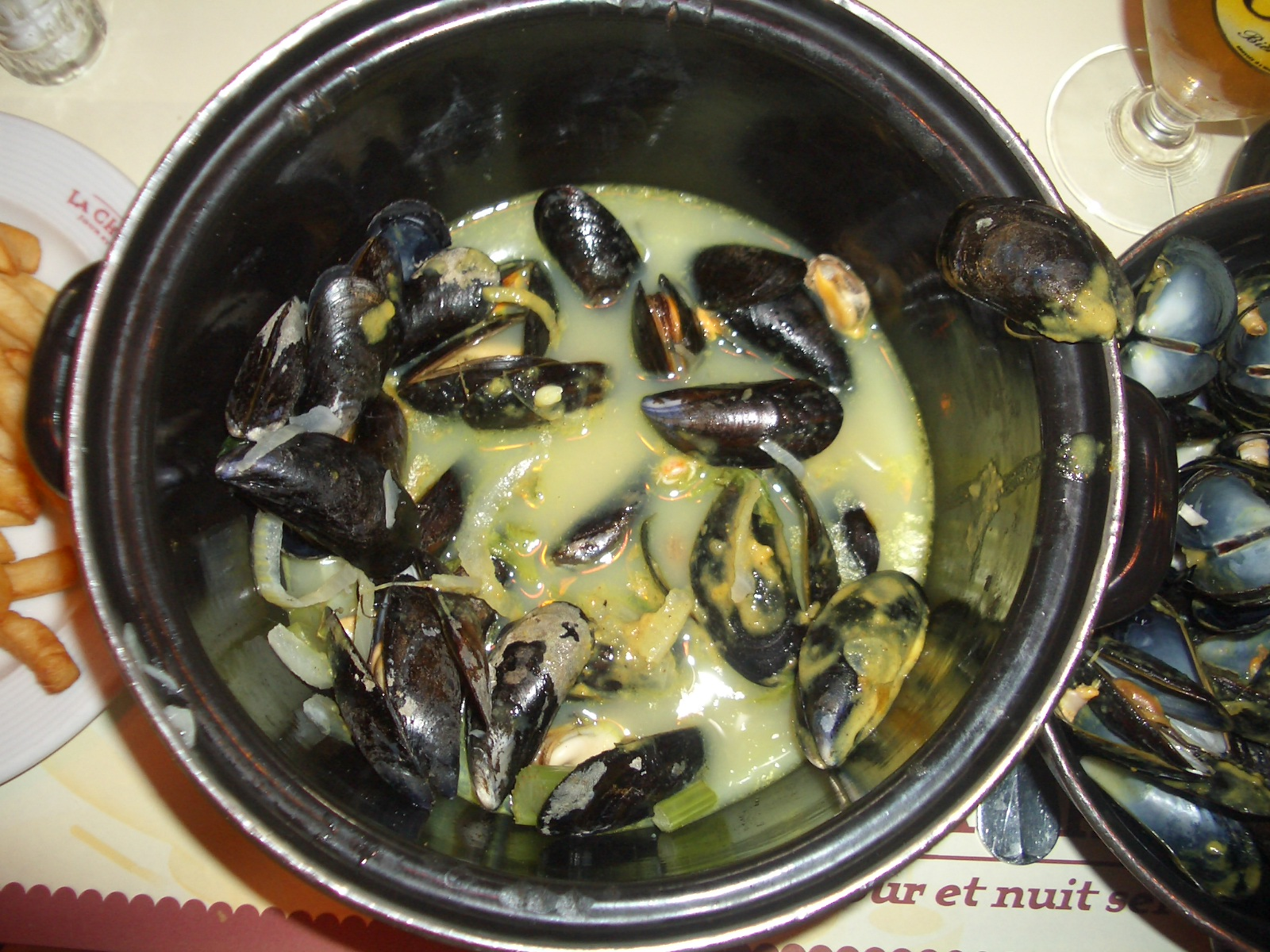
Moules-frites

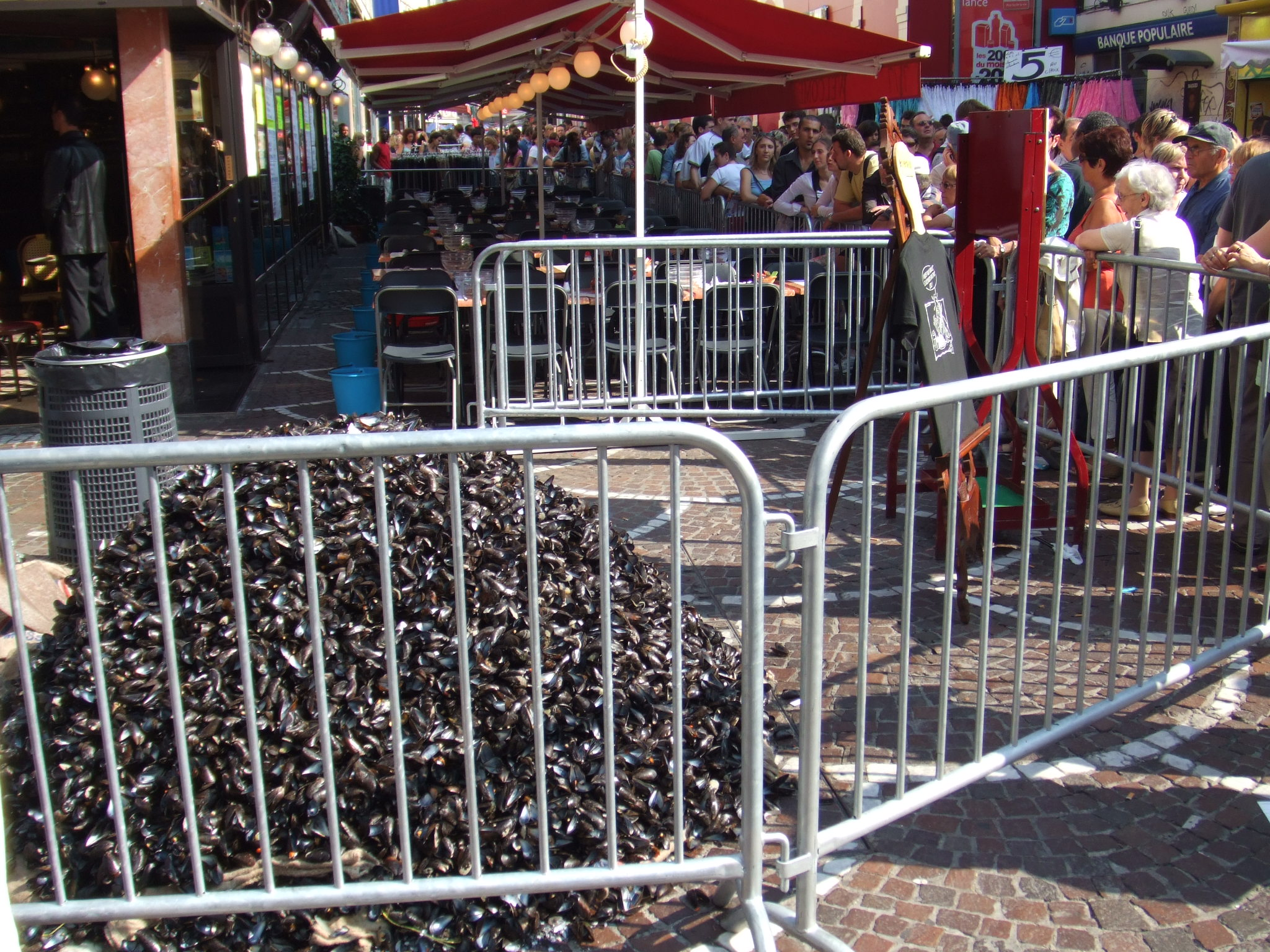
Haufen aus Muschelschalen nach dem Essen von Moules-frites

Die Teilnehmer verteilen sich in der ganzen Stadt. 2006 wurden die Straßen auf einer Länge von 100 Kilometern mit Verkaufsständen belegt. 2006 gab es mehr als 3 Millionen Besucher pro Tag. Die Braderie fängt am Samstagmittag an und schließt am Sonntag um Mitternacht. Jeder Stadtteil hat seine Spezialität: z. B. gibt es viele Antiquitätenhändler im Boulevard Jean-Baptiste Lebas und viele Vereine um das Tor von Paris.
Die Spezialität der Braderie von Lille ist deutlich die Moules-frites. Jedes Jahr nehmen die Restaurants an einem Wettbewerb teil. Das Ziel ist, den größten Haufen Muschelschalen anzusammeln.
Die Besucher der Braderie wurden „bradeux“ genannt.
Während der Braderie finden viele Ereignisse statt (ein Halbmarathon, Konzerte, Kirmes etc.).

## Verkehr
Transpole, die Verkehrsgesellschaft von Lille, verkauft den Pass’Braderie, der eine unbegrenzte Fahrkarte für das ganze Wochenende ist. Außerdem wird der Dienst (insbesondere in der Nacht) für die Braderie ausgeweitet.